# Preußische Farbfolge
Die Preußische Farbfolge diente zur farblichen Kennzeichnung der Reihenfolge von Verbänden oder Einheiten innerhalb eines militärischen Verbandes. Damit konnten Soldaten anhand von Schulterklappen und Schulterstücken, Troddeln und anderen Uniformteilen aufgrund unterschiedlicher Farben ihren jeweiligen Einheiten bzw. Formationen zugeordnet werden. Das System der Preußischen Farbfolge basiert auf Grundfarben des Farbfächers ergänzt mit Weiß/Schwarz und zeitweise Braun.
| Farbfolgen- Nummer                | Farbe | Farbe   | Gültigkeit |
| --------------------------------- | ----- | ------- | ---------- |
| I.                                |       | Weiß    | 1818–1918  |
| II.                               |       | Rot     | 1818–1918  |
| III.                              |       | Gelb    | 1818–1918  |
| IV.                               |       | Blau    | 1818–1918  |
| V. (ab 1862)                      |       | Grün    | 1862–1918  |
| VI. (ab 1862)                     |       | Schwarz | 1862–1918  |
| VI. (vorübergehend statt Schwarz) |       | Braun   | 1862–1918  |

## Farbfolgensystem

### Beschreibung
Die aufgeführten Farben wurden mit A.K.O. vom 8. Mai 1818 zur Einführung befohlen und blieben bis 1918/19 in Kraft. Sie galt zunächst ausschließlich für die preußischen Truppenteile des Deutschen Bundesheeres, später übernahmen teilweise auch andere Kontingente dieses Farbmuster.
Das Ganze funktionierte derart, dass man den Zahlen I. bis VI. jeweils eine Farbe zuordnete.(Siehe Tabelle)
Die Farbe grün benötigte man erst ab 1862, als ein Teil der Kavallerie-Regimenter eine 5. Eskadron erhielt, Auch die Farbe schwarz wurde erst später eingeführt, weil es ursprünglich Regimenter bzw. Bataillone mit 6 Kompagnien nicht gab. Vorübergehend stand statt schwarz die Farbe braun für die Zahl Sechs.

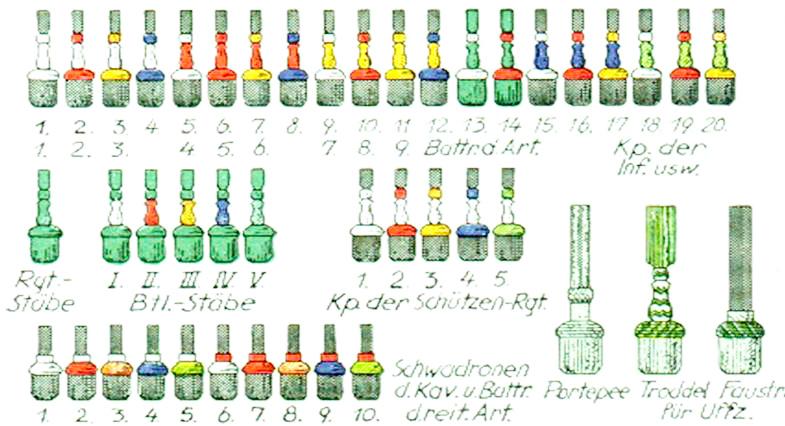
Troddeln mit preußischer Farbfolge

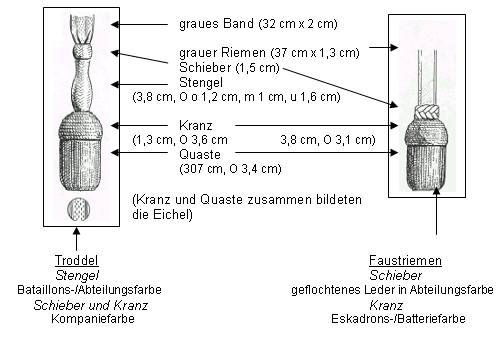
Bestandteile und Maße von Troddeln

### Farbfolge bei Troddeln
An der Farbgebung der Seitengewehrtroddel und Portepees konnte man die Zugehörigkeit der Träger bei den Truppen der Armee erkennen. Die Troddel ist in ihrer Form unterteilt in den Kranz, den Schieber und den Stängel. Die Farben des Kranzes und Stängels gaben an, welcher Kompanie bzw. Batterie ein Soldat angehörte, analog dazu gab die Farbe des Stängels Auskunft über das Bataillon bzw. die Abteilung des Soldaten. War z. B. der Stängel rot und der Kranz weiß, so gehörte der Träger zum II. Bataillon (rot) und dort wieder zur 1. Kompagnie (weiß) bzw., wenn man die 12 Kompagnien des Infanterie-Regiments durchzählte, zur 5. Kompagnie. Als die Infanterie-Regimenter 1912/13 jeweils eine Maschinengewehr-Kompagnie (MGK) erhielten, wurde sie als 13. gezählt: Blauer Stängel, weißer Kranz.

### Troddeln bei der Artillerie
Die Gliederung der Artillerie war etlichem Wechsel unterworfen, weil sie während des gesamten 19. Jahrhunderts mehr als alle anderen Waffengattungen erweitert wurde. So ordnete beispielsweise eine Allerhöchste Kabinettsordre vom 18. August 1864 die Farbfolge der Artillerieeinheiten einer Artilleriebrigade wie folgt an:
Feldartillerieregimenter:
| I.Fußabt. | Batterien        | II. Fußabt. | Batterien        | III. Fußabt. | Batterien        | Reit. Abt. | Batterien        |
| Eichel    | Kranz & Schieber | Eichel      | Kranz & Schieber | Eichel       | Kranz & Schieber | Eichel     | Kranz & Schieber |
| --------- | ---------------- | ----------- | ---------------- | ------------ | ---------------- | ---------- | ---------------- |
| weiß      | 1./ weiß         | rot         | 5./ weiß         | gelb         | 9./ weiß         | entfällt   | 1./ weiß         |
| weiß      | 2./ rot          | rot         | 6./ rot          | gelb         | 10./ rot         | entfällt   | 2./ rot          |
| weiß      | 3./ gelb         | rot         | 7./ gelb         | gelb         | 11./ gelb        | entfällt   | 3./ gelb         |
| weiß      | 4./ blau         | rot         | 8./ blau         | gelb         | 12./ blau        | entfällt   | 4./ blau         |
| .         | .                | .           | .                | .            | .                | entfällt   | 5./ grün         |
| .         | .                | .           | .                | .            | .                | entfällt   | 6./ schwarz      |

Die reitende Artillerie -wie auch die Kavallerie- hatte kein Portepee, sondern einen Faustriemen, daher entfiel die Farbe der Eichel. Die 4., 5. und 6. reitende Batterie wurden erst im Mobilmachungsfalle aufgestellt.
Festungsartillerieregimenter:
| I. Festungsabt. | Kompagnien       | II. Festungsabt. | Kompagnien       | III. Festungsabt. | Kompagnien       | IV. Festungsabt. | Kompagnien       |
| Eichel          | Kranz & Schieber | Eichel           | Kranz & Schieber | Eichel            | Kranz & Schieber | Eichel           | Kranz & Schieber |
| --------------- | ---------------- | ---------------- | ---------------- | ----------------- | ---------------- | ---------------- | ---------------- |
| blau            | 1./ weiß         | grün             | 5./ weiß         | schwarz           | 9./ weiß         | braun            | 13./ weiß        |
| blau            | 2./ rot          | grün             | 6./ rot          | schwarz           | 10./ rot         | braun            | 14./ rot         |
| blau            | 3./ gelb         | grün             | 7./ gelb         | schwarz           | 11./ gelb        | braun            | 15./ gelb        |
| blau            | 4./ blau         | grün             | 8./ blau         | schwarz           | 12./ blau        | braun            | 16./ blau        |

Die III. und IV. Festungsabteilung wurden erst im Kriegsfall aufgestellt.
Diese oben gezeigte Einteilung währte nur bis zum Jahr 1872: 1872 wurden die bisherigen Artillerie-Brigaden der Armeekorps aufgelöst, Feld- und Festungsartillerie wurden getrennte Waffengattungen und gingen eigene Wege.

### Achselklappen
Aus der Farbe der Achselklappen der Unteroffiziere und Mannschaften konnte man bis 1870 die Reihenfolge der Regimenter innerhalb ihres Armeekorps erkennen: Das Regiment mit der niedrigsten Nummer erhielt weiße, das mit der zweitniedrigsten Nummer rote Schulterklappen usw.
Dies änderte sich nach 1871: Die Garde behielt für ihre Infanterie- und Artillerie-Formationen das bisherige System bei, in den anderen preußischen Armeekorps wurde es geändert, alle Waffengattungen außer der Kavallerie erhielten Achselstücke bzw. Achselklappen in folgenden Farben:

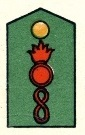
preuß. Feld-Art. 8. Reg.

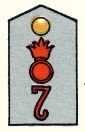
preuß. Feld-Art. 7. Reg.

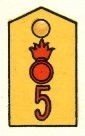
preuß. Feld-Art. 5. Reg.

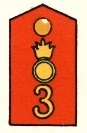
preuß. Feld-Art. 3. Reg.

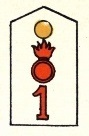
preuß. Feld-Art. 1. Reg.

- I. Armee-Korps und II. Armee-Korps: weiß
- III. Armee-Korps und IV. Armeekorps: rot
- V. und VI. Armeekorps: gelb
- VII. und VIII. Armeekorps: blau
- IX. und X. Armeekorps: weiß
- XI. und XV. Armeekorps: rot
- XVI. und XVII. Armeekorps: gelb
- XVIII. und XX. Armeekorps (preuß. Teile): blau
- XXI. Armeekorps: grün[5]

Zu den gezeigten Farbbeispielen: Das preuß. Feldartillerie-Regiment (FAR) Nr. 1 gehörte zum I. Armeekorps (AK), daher Farbe weiß. Das preuß. FAR 3 gehörte zum III. AK, daher Farbe rot. Das FAR 5 gehörte zum V. AK, daher Farbe gelb. Das FAR 7 gehörte zum VII. AK, daher Farbe blau. Das FAR 8 gehörte ursprünglich zum VIII. AK und hatte daher blaue Achselklappen, bei Aufstellung des XXI. AK im Herbst 1912 wechselte es zum XXI. AK und erhielt damit die hier gezeigten grünen Schulterklappen.
Von den hier aufgezeigten Regeln gab es zahlreiche Ausnahmen. Diese hier aufzuführen, würde zu weit führen, der Interessierte wird auf die unten aufgeführte Literatur verwiesen.

### Merksprüche
Zum Einprägen der Farbfolge sind folgende Merksprüche bekannt:
- „Wir richten gern bei guter Sicht“ (Artillerie)
- „Wir rauchen gern billig grüne Brasil“ (Infanterie)
- „Wir rauchen gern billig grüne Sorte“  (Kavallerie)

Farbbeispiel
- I.    □  Wir = Weiß
- II.   □  richten = Rot
- III.  □  gern = Gelb
- IV.  □  bei = Blau
- V.   □  guter = Grün
- VI.  □  Sicht = Schwarz
- VI.  □  Brasil = Braun (wurde zeitweise alternativ genutzt)

### Sinn und Bedeutung

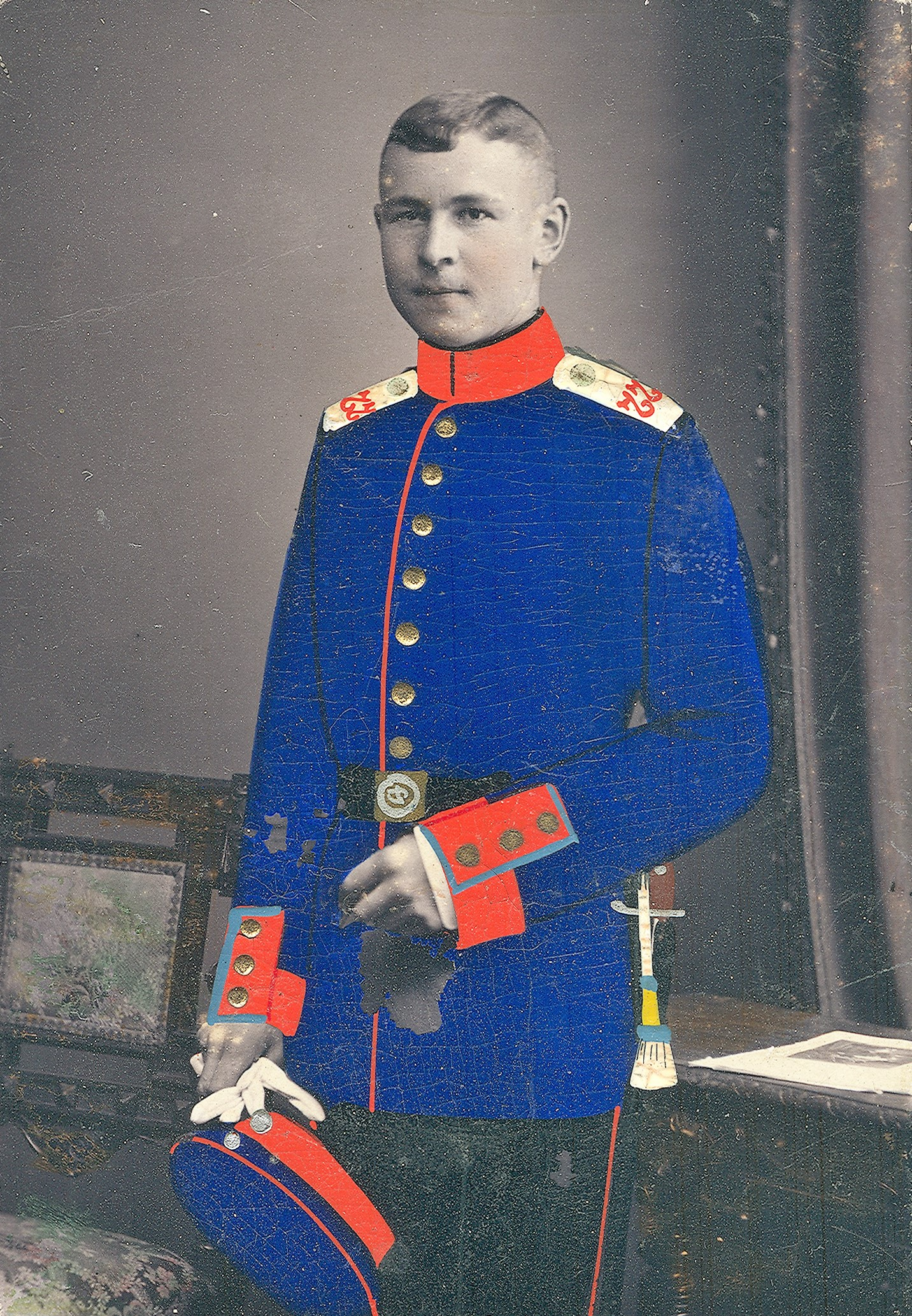
Farbverwendung an Uniformjacke des Hannoverschen Infanterieregiment Nr. 77 Seitengewehrtroddel mit blauem Kranz und Schieber sowie gelbem Stängel bedeutet Angehöriger der 12. Kompanie. Das InfRgt. Nr. 77 gehörte zum X. AK, daher weiße Achselklappen.

In der Zeit ab 1808 wurden die Uniformen der preußischen Armee stark vereinheitlicht, die Zugehörigkeit eines Soldaten zu einem Regiment war ab jetzt häufig am leichtesten an der Aufschrift auf den Achselstücken bzw. -klappen zu erkennen. Um einen Soldaten, der besonders aufgefallen war (positiv oder auch negativ) leichter identifizieren zu können, war es wichtig zu erfahren, zu welcher Kompagnie/Batterie/Eskadron der Soldat gehörte, damit war seine Identität schnell feststellbar. Dies galt insbesondere, wenn der Soldat im Krieg gefallen war (Erkennungsmarken gab es erst teilweise ab 1870 und generell erst danach) und man die Identität des Gefallenen feststellen wollte. Daneben wurde natürlich auch das Zusammengehörigkeitsgefühl unter den Angehörigen einer Einheit, deren Angehörige alle die gleichen Abzeichen trugen, gestärkt.
Daneben wurde damit auch eine Wertigkeit ausgedrückt: Die erste Kompagnie war zumindest in Regimentern mit Garde-Rang auch die Leib-Kompagnie, die speziell für den Schutz des Monarchen oder eines sonstigen Angehörigen des Herrscherhauses zuständig war. Wir leben im 19. Jahrhundert in einem Zeitalter der Ranglisten, jeder Offizier hat eine nach Leistung und Dienstalter unterschiedliche Rangstellung, die auch öffentlich einsehbar ist und im öffentlichen Leben eine große Rolle spielt, Verstöße dagegen führen zu schweren Zerwürfnissen. Auch unter diesem Aspekt diente die Farbfolge der Beachtung einer gewissen gesellschaftlichen Ordnung.

## Übertragene Verwendung
Wenig bekannt ist, dass z. B. zumindest bis 1918 in Preußen für Steuererklärungen im jährlichen Wechsel weißes, rosa, gelblich, hellblau und grünlich eingefärbtes Papier verwendet wurde, um so in einer Steuerakte die einzelnen Erklärungen leichter auffinden zu können. Die ab 1925 jährlich an Arbeitnehmer ausgegebenen Lohnsteuerkarten hielten sich indessen nicht mehr an dieses Schema.
Ebenso gab es noch lange nach 1918 überzeugte Preußen, die die Rücken ihrer Aktenordner oder ihre Handakten nach Wichtigkeit oder Jahrgang in den Farben weiß / rot / gelb / blau / grün sortierten.

## Bundeswehr
Wegen des Traditionserlasses ist die Bundeswehr gehalten, möglichst „kritisch“ mit Bezügen zu früheren militärischen Kennzeichen umzugehen. Gleichwohl knüpft die Bundeswehr inoffiziell und eventuell aus praktischen Gründen zu einfachen Farbkombinationen in Teilbereichen an die preußische Farbfolge an. Die Borde der Verbandsabzeichen der meisten Brigaden einer Division waren gemäß ihrer Ordnungszahl in der Farbfolge Weiß-Rot-Gelb gehalten (weißer Bord = „erste“ Brigade, rot = „zweite“ Brigade, gelb = „dritte“ Brigade).

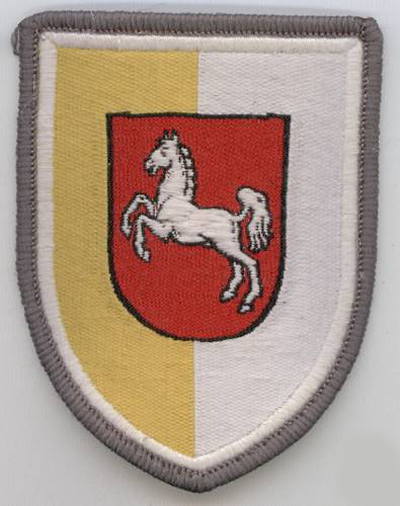
„Erste“ Brigade der 1. Division
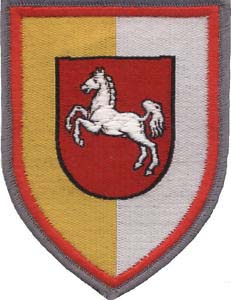
„Zweite“ Brigade
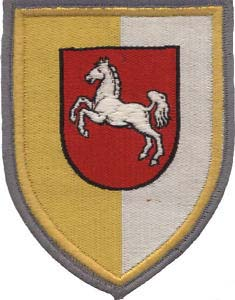
„Dritte“ Brigade

Auch sind in internen Verbandsabzeichen verschiedener Einheiten die Kompaniefarben wiederzufinden. Des Weiteren werden sie teilweise in Form einer sogenannten „Ausbilderkordel“ (eine geflochtene Kordel in der jeweiligen Farbe an deren Ende eine Trillerpfeife befestigt ist, das eine Ende wird an der rechten Schulterklappe befestigt und das Ende mit der Pfeife wird in der Brusttasche verstaut) oder eine farbige Unterlage aus Filz die unter dem Barettabzeichen getragen wird. Diese Form der Kennzeichnung ist jedoch nicht offiziell und teilweise auch nur innerhalb der Einheiten oder Liegenschaften geduldet.
Die schwere, die 5. Kompanie, ist (aufgrund historischer Gegebenheiten) heute die Schwarze.